# Naval Strike Missile
Naval Strike Missile (norsky: Nytt sjømålsmissil) je protilodní a protizemní řízená střela vyvinutá norskou společností Kongsberg Defence Systems. Je nástupcem střel typu Penguin a v roce 2011 byla jedinou provozovanou protilodní střelou nejnovější páté generace. Námořní verze střely je velmi úspěšná ve státech NATO, ať už jako nástupce amerických střel Harpoon, nebo výzbroj pobřežních baterií.
Letecká verze střely Joint Strike Missile (JSM) je vyvíjena, ve spolupráci s Lockheed Martin, jako výzbroj pro nové stíhací letouny F-35 Lightning II.

## Vývoj

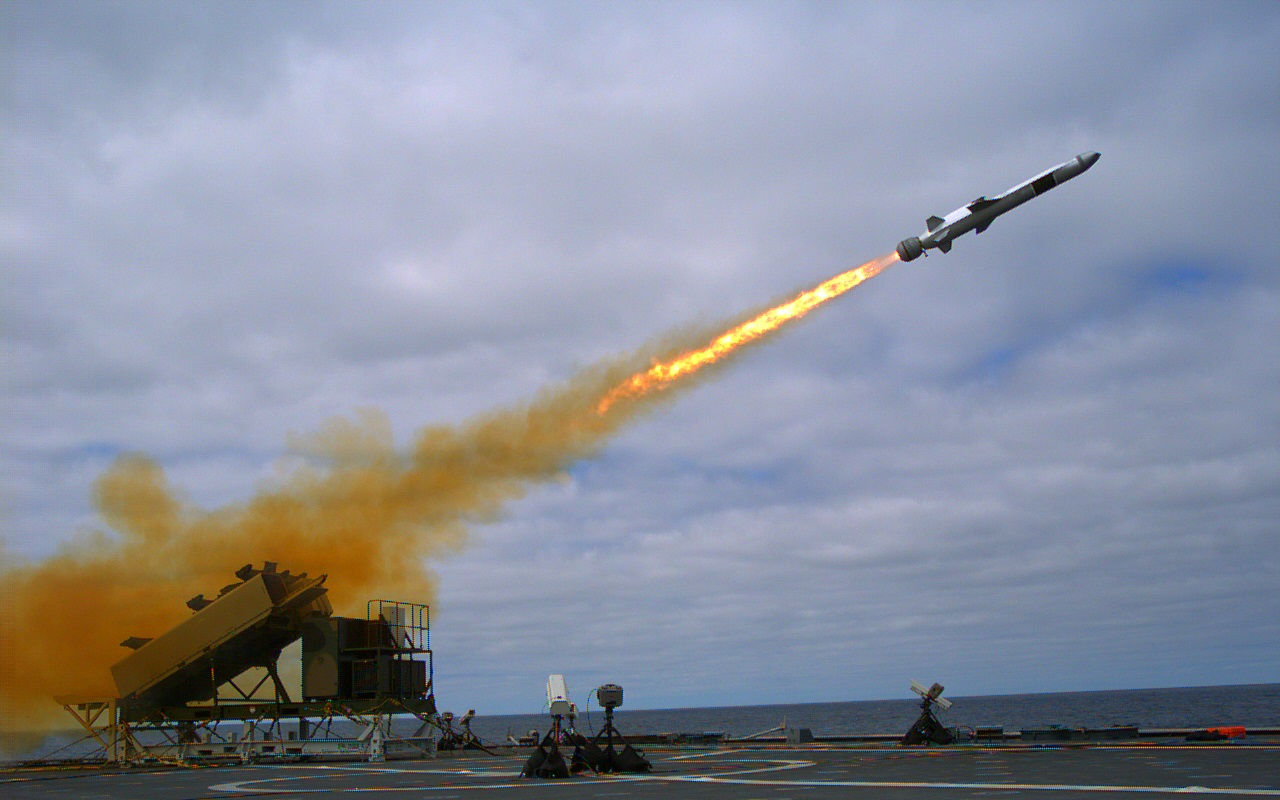
Vypuštění střely NSM z přistávací plochy pro vrtulníky na plavidle USS Coronado (LCS-4)

Vývoj střely NSM byl objednán roku 1996. Cílem bylo získat výzbroj pro novou generaci norských fregat a korvet. K prvnímu úspěšnému zkušebnímu vypuštění střely došlo v červnu 2004. Sériová výroba střel byla zahájena v červnu 2007 a v červnu 2011 byla střela úspěšně vyzkoušena i proti pozemnímu cíli.
Americká námořní pěchota si střelu vybrala v roce 2019. Je pro ni vyvíjen systém NMESIS (Navy Marine Expeditionary Ship Interdiction System), která kombinuje střely NSM odpalované z dálkově ovládaného vozidla Oshkosh JLTV ROGUE (Remotely Operated Ground Unit for Expeditionary). První zkušební odpal z tohoto systému proběhl v dubnu 2021. Systém NMESIS je ústředním bojem modernizačního projektu Force Design 2030, který má námořní pěchotu připravit na potenciální konflikt v Pacifiku. Jednu baterii NMESIS tvoří osmnáct odpalovacích zařízení, rozdělených do dvou čet.

## Služba
V roce 2025 americká námořní pěchota vyslala systémy NMESIS se střelami NSM na cvičení Exercise Balikatan ’25 na ostrovy Batanes na severu Filipín. Střely tak kontrolují Luzonský průliv mezi Filipínami a Tchaj-wanem, který je zároveň důležitým přístupem do Jihočínského moře.

## Popis
Střela má vysokou obratnost a díky aplikací technologií stealth je obtížně zjistitelná. Naváděcí systém je pasivní – během letu je střela naváděna inerciálně, v závěrečné fázi je automaticky navedena pomocí infračerveného senzoru. Pomocí datalinku je přitom možné během letu měnit dráhu střely i její cíl. Hmotnost střely je 407 kg, přičemž hmotnost její bojové hlavice je 125 kg (plnivem je několik desítek kg směsi RDX/Al/HTPB 67/18/15). Během startu střelu pohání raketový motor (booster), za letu ji pohání proudový motor Microturbo TRI-40 o výkonu 2,5-3,3kN. Střela se pohybuje vysokou podzvukovou rychlostí. Její dolet přesahuje 185 km.

## Verze
- Naval Strike Missile (NSM) – základní verze střely
- RGM-184A Naval Strike Missile Block 1 – americké označení pro střely NSM[3]
- Joint Strike Missile (JSM) – letecká verze střely NSM

## Uživatelé
Austrálie

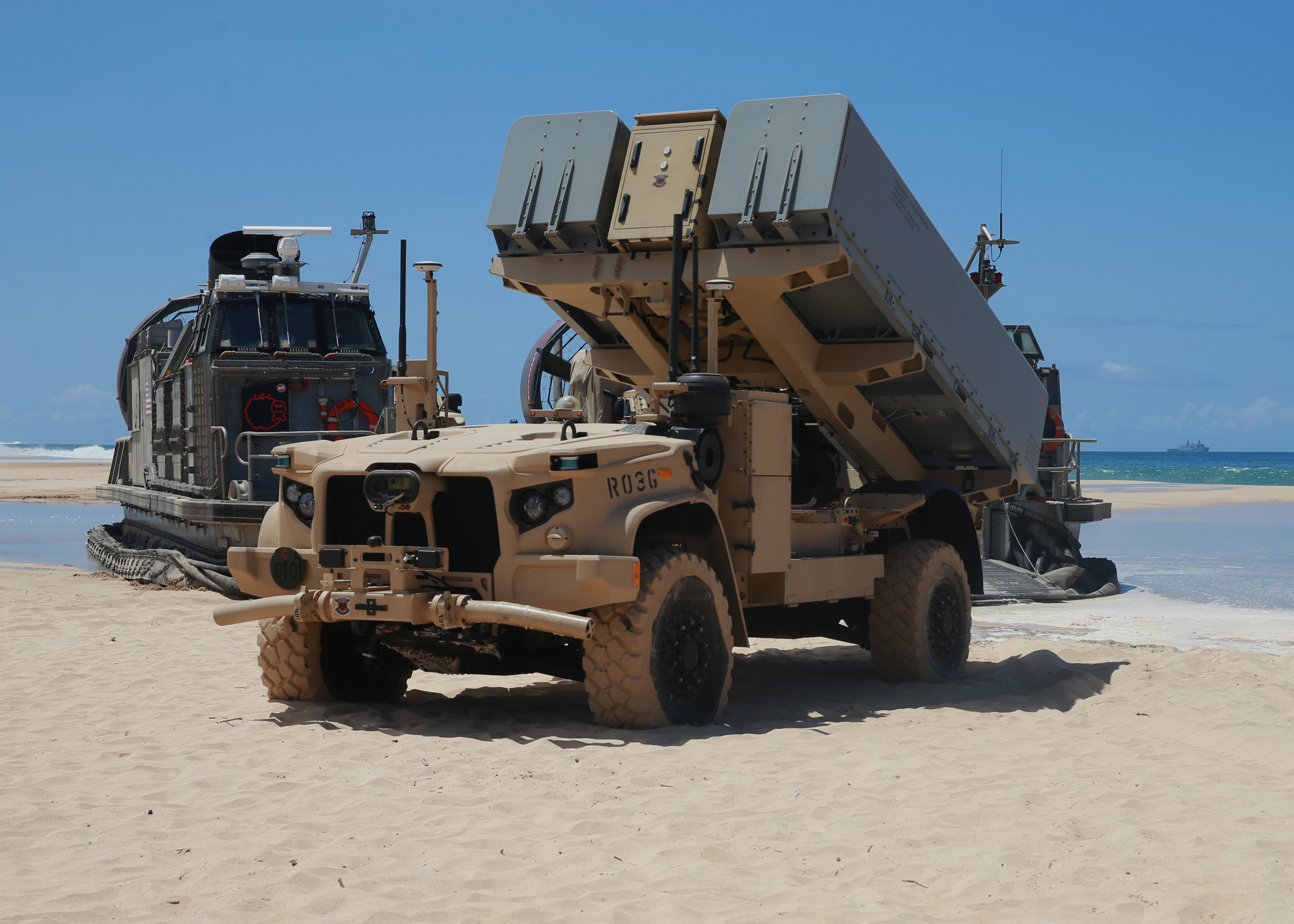
Odpalovací zařízení NMESIS

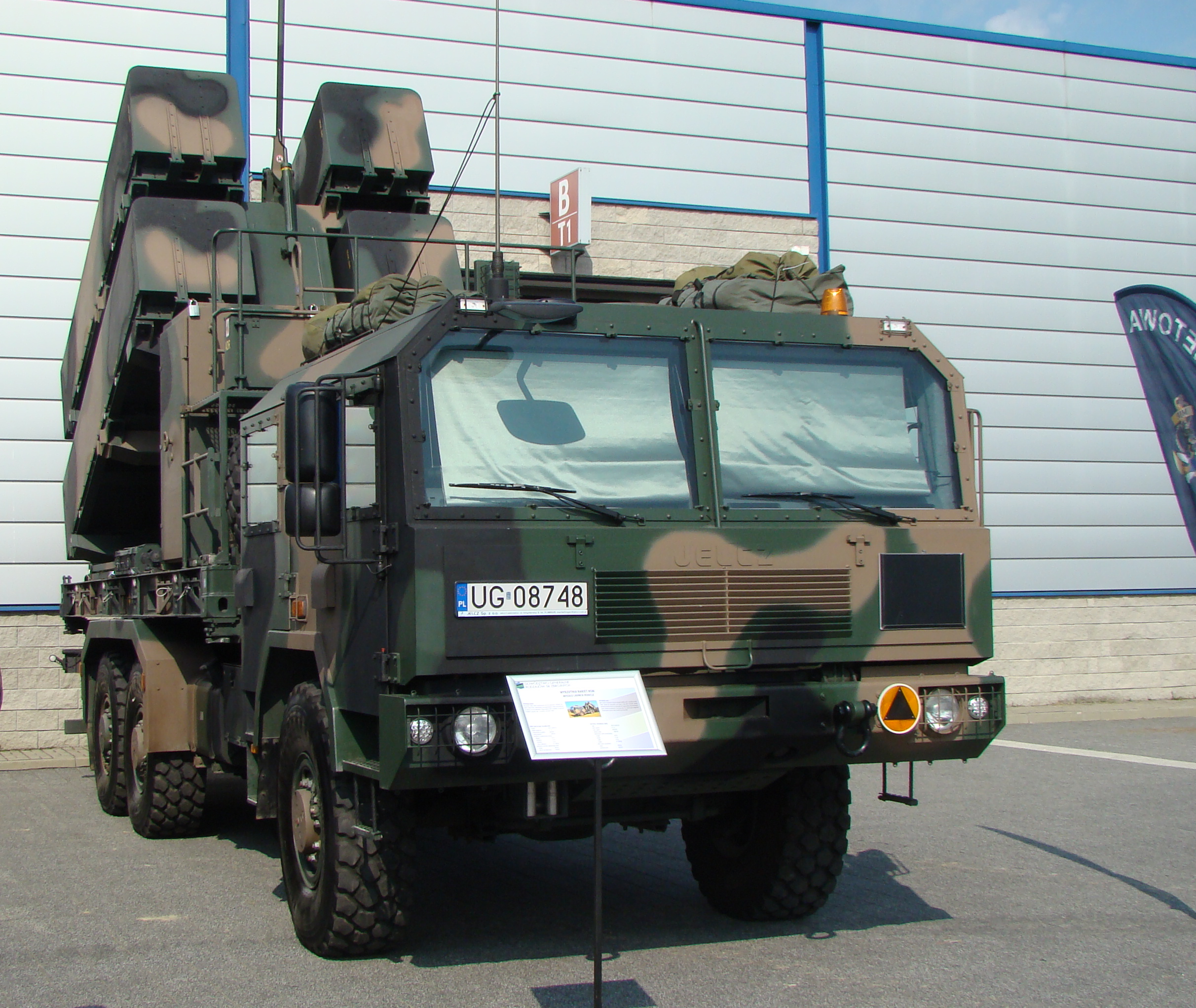
Odpalovací zařízení NSM na polském podvozku Jelcz

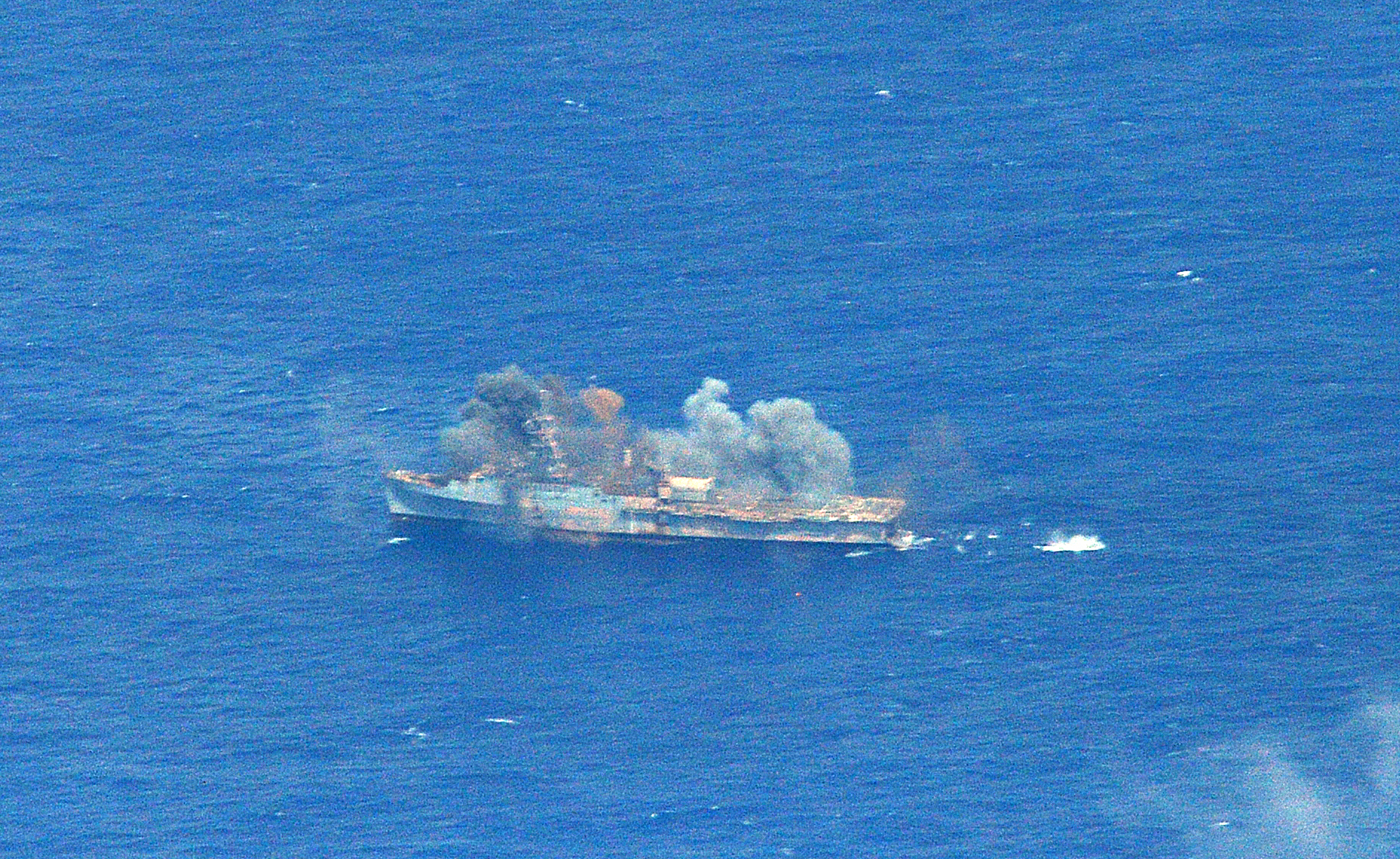
Vyřazená výsadková loď USS Ogden zasažená během cvičení střelou NSM

- Australské královské námořnictvo – V dubnu 2022 australská vláda schválila přezbrojení fregat třídy Anzac a torpédoborců třídy Hobart střelami NSM.[6] V červenci 2024 byla střela NSM poprvé vypuštěna z torpédoborce HMAS Sydney při mezinárodním cvičení RIMPAC 2024.[7]

 Německo
- Německé námořnictvo zvolilo střelu NSM Block 1A jako výzbroj fregat tříd Sachsen (F124), Baden-Württemberg (F125) a Niedersachsen (F126).[8]

 Norsko
- Norské královské námořnictvo si střelu vybralo jako výzbroj svých fregat třídy Fridtjof Nansen a pobřežních korvet třídy Skjold (objednány roku 2007).

 Malajsie
- Malajsijské královské námořnictvo objednalo střely NSM jako výzbroj šesti fregat Second Generation Patrol Vessel.[9]

 Polsko
- Polské námořnictvo si střelu zvolilo jako výzbroj pro své pobřežní baterie (objednány roku 2010).

 USA
- US Navy v roce 2018 střelu vybralo jako výzbroj pobřežních bojových lodí tříd Freedom a Independence.
- USMC v roce 2024 zařadil do výzbroje systém pobřežní obrany NMESIS.[10]

 Spojené království
- V listopadu 2022 byl oznámen výběr střel NSM jako náhrady protilodních střel Harpoon Block 1C ve výzbroji britských fregat Typu 23 Norfolk a torpédoborců Typu 45 (třída 'Daring) v programu Maritime Offensive Surface Strike. Integrace střel NSM začala v lednu 2023 na fregatě HMS Somerset a v prosinci 2023 střela dosáhla počátečních operačních schopností.[11]

### Budoucí uživatelé
Kanada
- Kanadské královské námořnictvo – Pro torpédoborců třídy Fraser.

 Lotyšsko
- V prosinci 2023 objednány pobřežní baterie vyzbrojené střelami NSM.[12]

 Nizozemsko
- V roce 2022 byly střely NSM vybrány jako náhrada typu Harpoon nizozemského námořnictva. Dle serveru Naval News neuspěly střely RBS-15 Mk.3 a Gabriel V. Nejprve je dostanou fregaty třídy De Zeven Provinciën s opcí na další pro vyzbrojení připravovaných nizozemských fregat třídy ASWF a další opcí pro belgické fregaty stejné třídy.[13]

 Rumunsko
- Rumunské námořnictvo – Pro pobřežní baterie.

 Španělsko
- Španělské námořnictvo – V roce 2022 byly střely NSM vybrány jako náhrada za americké střely Harpoon.[14] Nejprve jimi budou vyzbrojeny perspektivní fregaty třídy Bonifaz, přičemž fregaty třídy Álvaro de Bazán je dostanou v rámci střednědobé modernizace.[2]